# Eamonn Coghlan

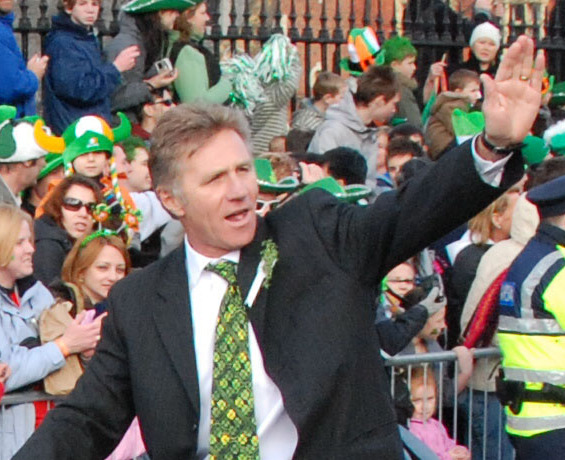
Eamonn Coghlan, St. Patrick’s Day 2008

Eamonn Coghlan (* 21. November 1952 in Drimnagh) ist ein ehemaliger irischer Mittel- und Langstreckenläufer und ehemaliger Weltmeister im 5000-Meter-Lauf. Er wurde von Jumbo Elliott an der Villanova University in Philadelphia trainiert, der seine Mittel- und Langstreckler im Winter auf einer Hallen(holz)bahn im Freien trainieren ließ und durch die Vielzahl an Tempoläufen und Hallenrennen im Winter eine bewusste zweigipflige Periodisierung anlegte.
Trotz seines 5000-Meter-WM-Titels (der ersten Weltmeisterschaft für Irland) gründet Coghlans Ruhm vor allem auf seiner Dominanz in Hallenrennen. In den 1980er Jahren galt er in der Halle als nahezu unschlagbar und verdiente sich den Ehrentitel Chairman of the boards. Coghlan gewann sieben Mal den traditionsreichen Wannamaker-Meilenlauf bei den Millrose Games im New Yorker Madison Square Garden und stellte vier Hallenweltrekorde auf dieser Strecke auf. Schon 1979 beeindruckte er mit Zeiten von 3:55 min und 3:52,6 min.
Am 20. Februar 1981 lief er in San Diego 3:50,6 min. Am 27. Februar 1983 unterbot er in East Rutherford als erster Mensch in der Halle die Traumgrenze von 3:50 Minuten mit einer Zeit von 3:49,78 min. Dieser Rekord hatte bis 1997 bestand, als Hicham El Guerrouj 3:48,45 min lief. Coghlan hält damit bis heute (Stand Februar 2009) die zweitbeste jemals in der Halle gelaufene Zeit.
Auch im 2000-Meter-Lauf stellte Coghlan 1987 in 4:54,07 min einen Hallenweltrekord auf, der erst 1998 von Haile Gebrselassie verbessert wurde.
Die Dominanz aus den Hallenrennen konnte Coghlan nur selten auf die Freiluftrennen übertragen. Ein vierter Platz im 1500-Meter-Lauf der Olympischen Spiele 1976 in Montreal war sein bestes olympisches Ergebnis, und bei den Europameisterschaften 1978 in Prag wurde er Zweiter. Erst als er auf die 5000 Meter wechselte, konnte er seine Grundschnelligkeit in Meisterschaftserfolge ummünzen und gewann den Titel bei den ersten Weltmeisterschaften 1983 in Helsinki.
Coghlan hatte eine ungewöhnlich lange Karriere. Auch jenseits der 40 war er noch auf den Brettern, die ihm die Welt bedeuteten, unterwegs und erreichte 1994 beim Hallenmeeting in Boston als erster über 40-Jähriger in 3:58,15 Minuten eine Vier-Minuten-Meile. Er hatte die Villanova University mit einem Bachelor in Betriebswirtschaft abgeschlossen, eine politische Karriere als Senator Irlands und diverse wirtschaftliche und Charity Unternehmungen betrieben, bei denen er seine irisch-amerikanischen Beziehungen einbrachte.
2008 wurde er in die Hall of Fame des irischen Sports aufgenommen. In einer Autobiographie beschreibt er seine Welt.